# Delivered Ex Quay

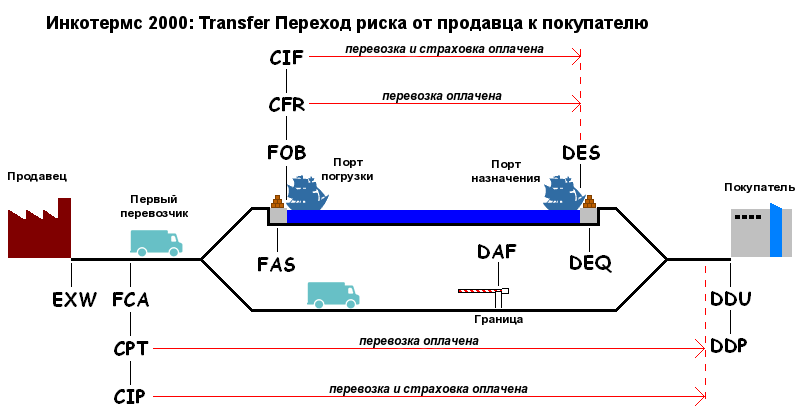
Области действия терминов Инкотермс.

DEQ или Delivered Ex Quay (с англ. — «поставка с пристани») — международный торговый термин (Инкотермс-2000). Означает, что продавец осуществляет доставку, когда товары предоставлены в распоряжение покупателя не очищенными для импорта на пристани (причале) указанного порта назначения. Продавец несёт все расходы и риски, связанные с доставкой товаров в указанный порт назначения и разгрузкой товаров на пристань (причал).
Термин DEQ требует, чтобы покупатель очистил товары для импорта и оплатил за все формальности налоги, пошлины и другие сборы по импорту. Это отличается от предыдущей редакции Инкотермс, которая требует, чтобы продавец осуществил очистку для импорта. Если стороны желают включить в обязанности продавца все или часть расходов, оплачиваемых при импорте товаров, это должно быть ясно указано путём добавления четких слов в этом отношении в контракт купли-продажи.
DEQ может быть использован только тогда, когда товары доставляются по морю или по внутренним водным путям или мультимодальным транспортом, когда товар выгружается с судна на пристань (причал) в порту назначения. Однако если стороны желают включить в обязанности продавца риски и расходы по перемещению товаров с пристани в другое место (склад, терминал, транспортная станция, и т.п.) в порту или за пределы порта, то должны использоваться термины DDU или DDP.